# Ljus buktryffel
Ljus buktryffel (Hymenogaster tener) är en svampart som beskrevs av Berk. 1844. Enligt Catalogue of Life ingår Ljus buktryffel i släktet Hymenogaster,  och familjen Strophariaceae, men enligt Dyntaxa är tillhörigheten istället släktet Hymenogaster,  och familjen buktryfflar. Arten är reproducerande i Sverige. Inga underarter finns listade i Catalogue of Life.